# Асима
Асима (рос. Асыма) — село у Гірському улусі Республіки Сахи Російської Федерації.
Населення становить 633  особи. Належить до муніципального утворення Кіровський наслег.

## Історія
Згідно із законом від 30 листопада 2004 року органом місцевого самоврядування є Кіровський наслег.

## Населення
| 2002 | 2010 |
| ---- | ---- |
| 642  | ↘633 |